# Pagine di vita (film)
Pagine di vita (Страницы жизни) è un film del 1948 diretto da Aleksandr Veniaminovič Mačeret e Boris Vasil'evič Barnet.